# 수목재배

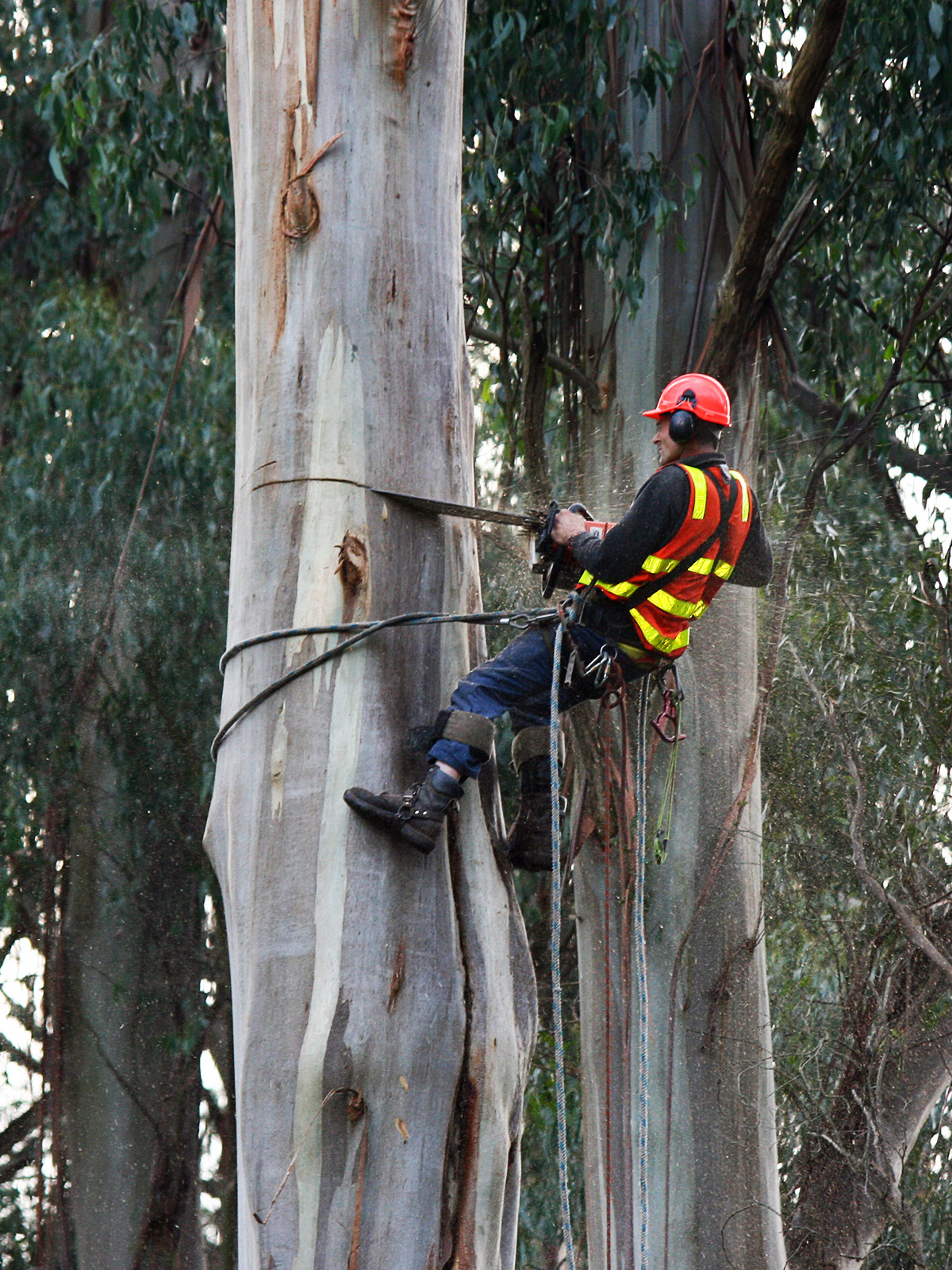
수목의의 모습

수목재배(arboriculture)는 개별 나무, 관목, 덩굴 및 기타 여러해살이 식물을 재배, 관리 및 연구하는 것이다. 수목재배학은 이러한 식물이 문화적 관행과 환경에 어떻게 성장하고 반응하는지 연구한다. 수목재배의 실천에는 선택, 식재, 훈련, 시비, 해충 및 병원균 통제, 가지치기, 성형 및 제거와 같은 재배 기술이 포함된다.

## 같이 보기
- 수목의
- 분재
- 임업
- 원예
- 조경
- 임학
- 열대원예
- 포도 재배